# Vaujours
Vaujours ist eine französische Gemeinde im Département Seine-Saint-Denis mit 7743 Einwohnern (Stand 1. Januar 2022). Die Einwohner werden Valjovien(ne)s genannt. Vaujours liegt ca. 18 Kilometer östlich von Paris.

## Geographie
Vaujours ist die östlichste Gemeinde des Départements Seine-Saint-Denis. Sie erstreckt sich über eine Fläche von 378 ha in 61 m Höhe. Die Gemeinde ist auf einem Abhang oberhalb der Plaine de France erbaut. Sie grenzt an Tremblay-en-France im Norden, Villeparisis im Nord-Osten, Courtry im Süd-Osten, Coubron im Süden, Livry-Gargan im Süd-Westen, Sevran im Westen, Villepinte im Nord-Westen.

## Geschichte

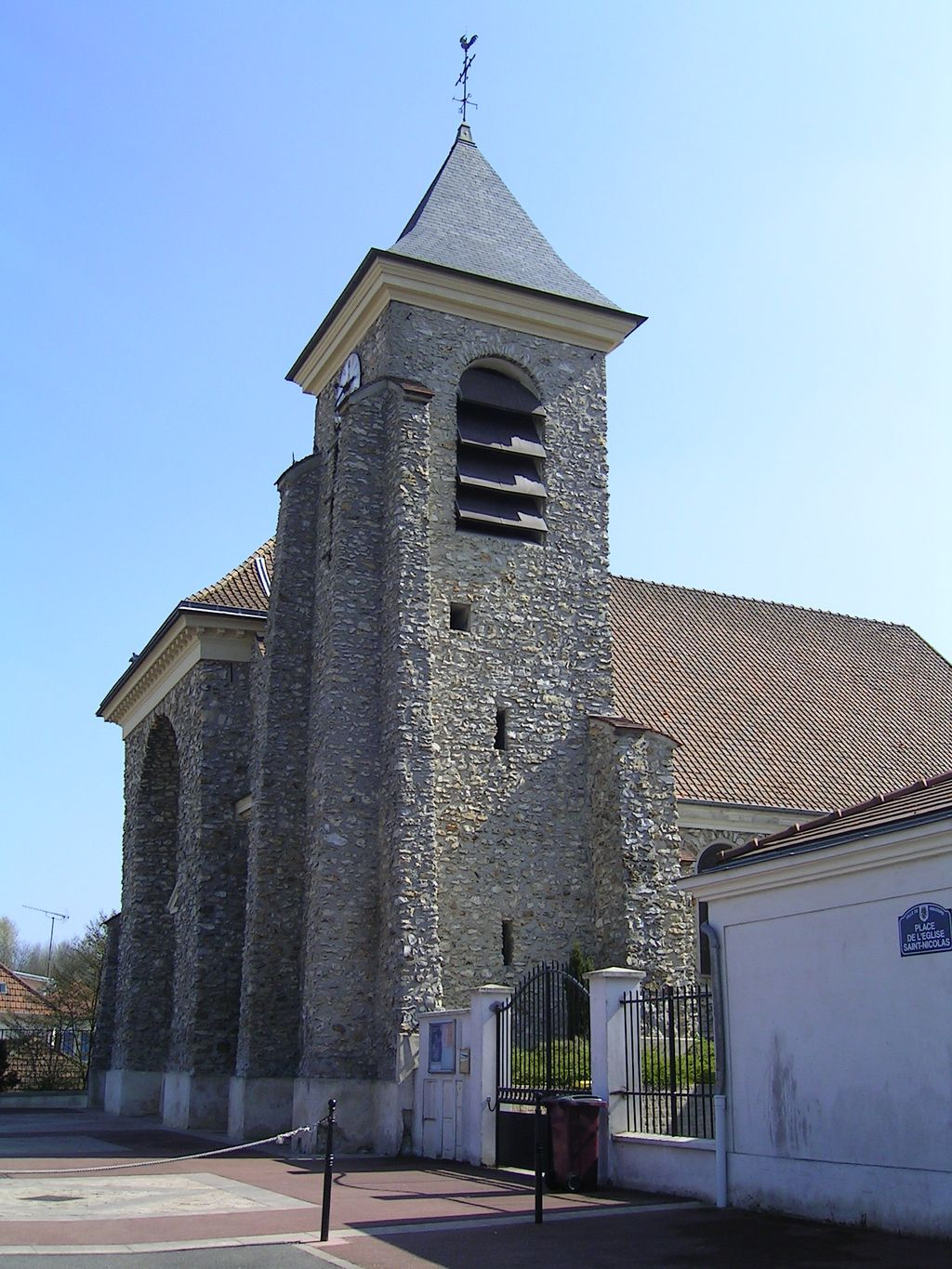
Kirche Saint-Nicolas

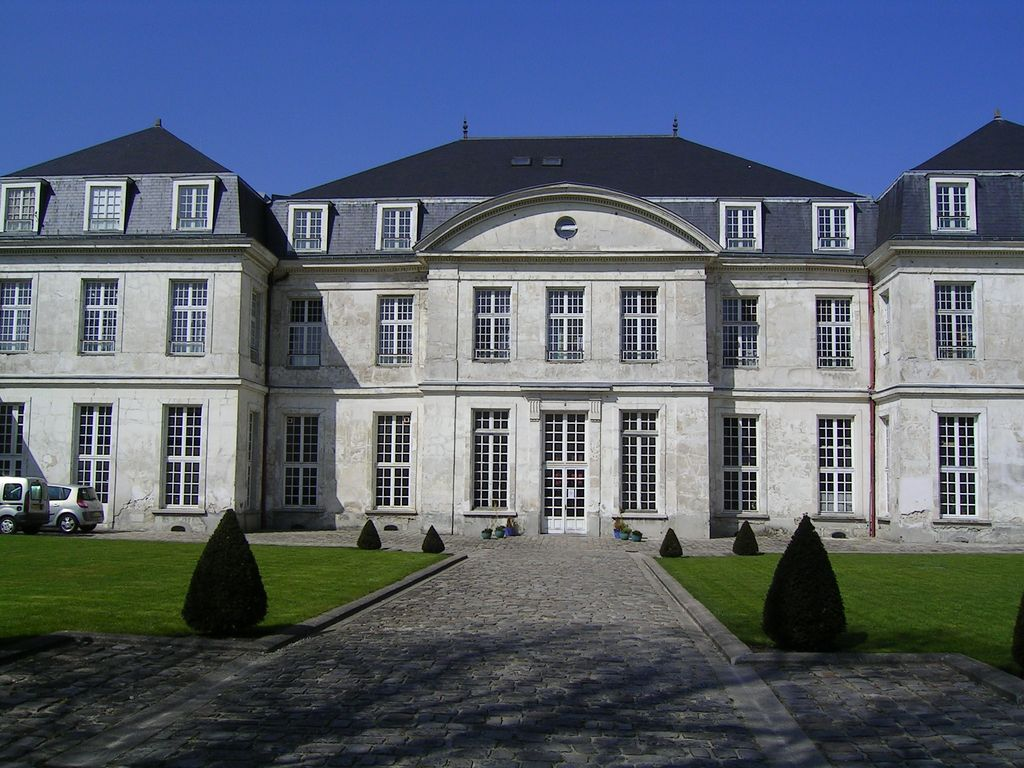
Schule Fénelon, benannt nach François Fénelon

Die Stadt wird bereits in frühen Dokumenten aus dem 9. Jahrhundert erwähnt. In den Archiven des 12. Jahrhunderts wird sie „Vallis Jost“ und „Vaujoi“ (Val de jost oder Val de la joie) genannt. Etymologisch entspringt das Wort dem lateinischen „vallis jocosa“, d. h. „Tal der Freude“.
Gegen 1100 gehörte das Gebiet Étienne de Senlis, der es später der Abtei Saint-Victor de Paris (bis 1792 Eigentum der Stadt Paris) schenkte.
Nahe dem Hügel Mautauban hatte Henri IV eine Jagdhütte. Er hat seinen Namen im Ort und in der Aufteilung des Vert-Galant zurückgelassen. 1844 wurde das Gartenbaugymnasium Fénelon gegründet, das dem Schloss aus dem 18. Jahrhundert wieder ein gewisses Renommee gab. Dieses Schloss war von einem Landschaftspark umgeben, in dem sich eine Zehntscheune aus dem 16. Jahrhundert befand.
Ende des 18. Jahrhunderts wurde die Kirche Saint-Nicolas gebaut. Sie beherbergt noch immer religiöse Kunstwerke, besonders ein Gemälde aus dem 18. Jahrhundert, die Taufe des Christus darstellend, ein Tabernakel aus dem 17. Jahrhundert und die Grabplatten der Familie Maistre, die über das Dorf von 1760 bis 1840 herrschte.
Vaujours war im September 1914 ein strategischer Punkt bei der Ersten Schlacht an der Marne. Dazu dürfte auch die Existenz des Fort de Vaujours beigetragen haben, das sich über Gemarkungsteile von Vaujours und Courtry erstreckte. Auf dem Gelände des Forts wurde ab 1947 Schießpulver entwickelt und getestet und seit 1955 an Kernwaffe geforscht. Die in dieser Zeit entstandenen Kontaminationen des Geländes in und um das Fort verhindern bis heute dessen weitere Nutzung.

## Baudenkmäler
Siehe: Liste der Monuments historiques in Vaujours

## Städtepartnerschaften
- Court-Saint-Etienne in Wallonien (Belgien)
- Tamworth (England)

## Persönlichkeiten
- Jeanne d’Alcy (1865–1956), erste französische Filmschauspielerin